# トトメス3世
トトメス3世
（英:Thutmose III, 独:Thutmosis III., 仏:Thoutmôsis III）は、古代エジプト第18王朝6代目のファラオ（在位：紀元前1479年4月28日 - 紀元前1425年3月11日）。およそ54年のトトメス3世の統治の中での最初の22年間は、彼の継母であり叔母であるハトシェプストとの共同統治であった。残存している石碑にはトトメス3世の即位名の方が先に書いてあるものの、王としてふるまったハトシェプストも即位名が記され、両者は対等に扱われていたことがうかがえる。
ハトシェプストの死後はエジプト唯一のファラオになり、トトメス3世はエジプト史上最大の帝国を築いた。東と南への大出兵は17回以上にも及び、南はナイルの第四急流、東はメソポタミアの強国ミタンニ王国の領土拡張を阻み、同国をユーフラテス川の東に封じ込めた。トトメス3世は、エジプトのこの時代の他の王たちと同様に王家の谷に埋葬された。
また、治世の最後の2年間では、トトメス3世は息子のアメンホテプ2世を共同統治者に任命した。

## 家族
父はトトメス2世、母はイシス。トトメス2世の偉大なる王の妻はハトシェプストであった。トトメス3世の父が没した時、彼は幼少であったためハトシェプストは彼の摂政になり、トトメス3世の王権を否定することなく、自身がファラオであると宣言した。ハトシェプストは「統治者は男である」という原則に従い、儀式の時に付け髭を用いた。若年のトトメス3世はエジプトに対してほとんど力を持っていなかったのに対し、ハトシェプストは正式なる王権を行使した。彼女の支配はエジプトを大いに繁栄させ、進歩させた。トトメス3世が適切な年齢に達し、その能力を示したとき、ハトシェプストはトトメス3世に自分の軍隊を率いさせた。
トトメス3世には数人の妻がいた。
- サトイアフ(Satiah)：トトメス3世の偉大なる王の妻。トトメス3世は彼の長男で王位継承者であったアメンエムハトに先立たれているが、サトイアフはその母親であった可能性がある。別の説では、アメンエムハトはネフェルラーの息子であったとされている。
- ネフェルラー：トトメス3世は彼の異母姉妹と結婚した可能性があるが、決定的な証拠はない。
- メリトラー・ハトシェプスト：トトメスの後継者であったアメンホテプ2世は、メリトラー・ハトシェプストの息子だった。
- ネブトゥ：彼女はトトメス3世の墓の柱に描かれている。

また、他にMenhet、Menwi、Mertiという3人の外国人の妻がいた。

## 統治期間
エジプト学者のピーター・デル・マニュリアンによると、アメンエムヘブ(Amenemheb)という役人の墓の伝記には、トトメス3世がエジプトを"53年10ヶ月と26日"支配した後、在位54年,ペレトの第3月,30日目に死亡したことを証明する記述がある。これからハトシェプストやアメンホテプ2世との共同統治を差し引くと、およそ30年強を単独のファラオとして統治していたことになる。

## 軍事作戦

### 概略
広く軍事の天才と見なされているトトメス3世は、20年間で少なくとも15回の周辺諸国への軍事攻勢を実施した。彼は拡張主義(expansionist)のファラオであり、「古代エジプトにおいて最も偉大な征服者」、またはジェームズ・ブレステッドによって「エジプトのナポレオン」と呼ばれた。 彼は敵国の350の都市を占領し、17の既知の軍事作戦中にユーフラテス川からヌビアまでの近東の多くを征服したと記録されている。なお、この作戦の中には、貢租徴収のための示威活動も含んでいた。また彼はトトメス1世の後で、ミタンニ王国に対する攻勢においてユーフラテス川を越えて領土の拡張を行った最初のファラオであった。彼の軍事攻勢の記録は、「トトメス3世年代記」として、カルナックにあるアメン神殿の壁に転写され保存されている。
なお、この大攻勢はハトシェプストの平和な治世の中で国力が充実したからこそ成しえたものであるとの見方も存在する。

#### 背景
ハトシェプストがなくなり、トトメス3世がエジプトの支配者となった時、すでにアジアの情勢はエジプトにとって予断を許さない状況であった。ハトシェプストの平和な外交政策の時代に、エジプトによるアジアへの進出に危機を覚えたミタンニ王国は、カデシュ王を中心とする対エジプト同盟を結成し、エジプトに備えていた。エジプトにとってこのミタンニによる外交は、ヒクソスによる異民族統治であった第15王朝を想起させ、緊張が高まっていた。そこで、トトメス3世は即位後すぐさま、ハトシェプストの時代に失われた西アジアの領土を奪回し、周辺諸国のエジプトに対する攻勢の危機をなくすべく立ち上がった。エジプトの征服地を植民地としてエジプトの国家体制の中に本格的に組み込むことによって、エジプトに対する侵略の危険を減らすという作戦である。

#### 戦術・方針
トトメス3世が好んだ戦術は、国家が完全に屈服し投降するまで、その最も弱い都市または州を1つずつ狙い撃ちして征服していくことだった。よって、彼の作戦のほとんどにおいて、敵国は都市ごとに各個撃破され、服従されるまで攻撃され続けた。
彼の軍事方針は、東にシリア南部とカナンのアジア地域、南にヌビアに広がる国を造ることであったとされ、実際に征服したことによってエジプトを国際的な超大国に変えた。 
エジプトがこれよりも多くの地域を支配していたかどうかは不確かであるが、古いエジプト学者の中には、トトメス3世がエーゲ海の島々にも影響を与えていたと信じているものもいる。 しかし、この説は今日ではもはや支持されていない。メソポタミアがエジプトに服従していたとは考えられなく、さらにアラシア（キプロス）に関しては疑わしいままである。

### 第一次攻勢（メギドの戦い[注釈 5]）
ハトシェプスト女王がトトメス3世の治世21年6か月10日に没した時、ヒエロポリスの南部から出土した石碑によると、カデシュの王はパレスティナ北部のメギドに彼の軍隊を進めたという。これに対してトトメス3世は即位わずか半月にも拘わらず軍隊を召集してエジプトを出発し、遠征から8か月目の25日目にチャル（希:シル）の国境の要塞を通過した。ハトシェプストの統治時代に軍の指揮官であった経験が幸いしたと言えよう。彼は海岸平野を通ってジャムニアまで軍隊を行進させ、その後内陸に向かってメギド近くの小さな都市イェヘムに向かい、9か月目の半ばに到着した。メギドの戦いで両軍は激突したが、これはトトメス3世史上最大の戦いであったと言われる。

#### 複数の行軍ルート
カルメル山から内陸に突き出た山の尾根は、トトメス3世とメギドの間に立っており、彼には敵軍が待ち受ける場所に行くのに3つのルートがあった。ともに山を一周する北ルートと南ルートは、軍議によって最も安全であると判断されたが、反面距離が長かった。一方、中央ルートは危険を伴っていたがより短い距離であった。このルートが危険なのは、軍隊は一列でしか移動できない峡谷の中を進まねばならないため、敵が峡谷の終わり部分で待っていた場合、エジプト軍は少しずつ倒される可能性があったためだった。よって将軍らはより安全な北か南のルートを取るようにと彼に進言したが、トトメス3世は自分の将軍が安全なルートを取るように言うならば、敵軍も当然それを想定し北と南のルートで待ち構えるだろうと思ったので、敵軍が予期しない中央ルートを取ることに決めた。なお、カデシュ王は、より可能性の高い北と南のルートには大規模な軍隊を残したが、中央ルートは事実上無視していた。
この出来事はトトメス3世の記録の中では、彼は大いなる勇気を持って行動したとされているが、エジプトの記録においてファラオによる自己賞賛は普通であるため、実際のところは定かでない。

#### 戦い

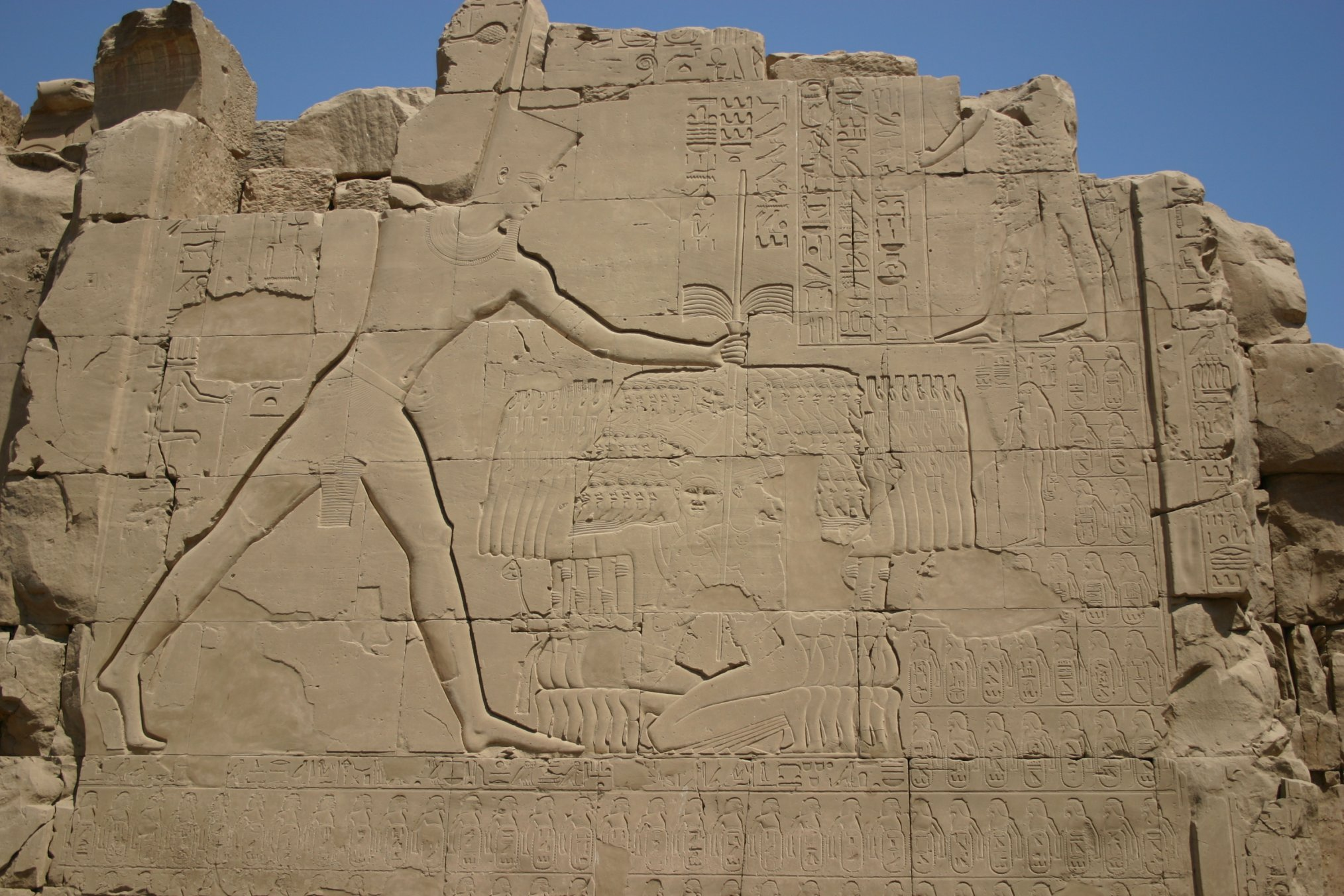
トトメス3世が敵を殲滅している様子を描いた壁画。カルナック神殿の7番目のレリーフ。

カルナックのアメン神殿にあるトトメス3世の年表によると、戦いは"(即位)23年、シェムウの月の第21日、新月の祝祭の日"に行われたとされている（なお太陰暦）。この日はトトメス3世の即位が紀元前1479年とすると、紀元前1457年5月9日に等しい。
両方の軍隊はおよそ10,000人であったが、 ほとんどの学者は、エジプト軍の数はさらに多かったと信じている。トトメス3世はこの戦いで勝利し、その後軍隊は略奪のため立ち止まったため、敵軍はメギドまで逃げ延びてしまった。そのため、トトメス3世は都市を長期間包囲することを強いられたが、最終的に7か月の包囲ののち、都市を征服することに成功した。

#### 影響

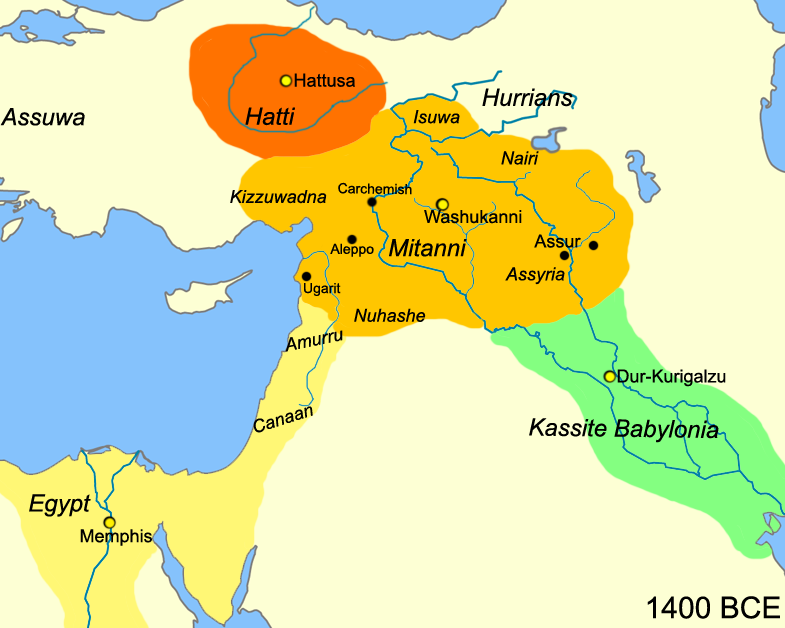
トトメス3世の攻勢前のエジプトの支配領域を大まかに示した図。ミタンニ(Mitanni)王国の、アレッポ(Aleppo)及びカルケミシュ(Carchemish)までを征服し、ユーフラテス川を国境とした。

この勝利により、トトメス3世はパレスティナのほぼ全域を征服し、地域をいくつかの管区に分け監督官を置き、植民地化政策をすすめた。また、これは古代オリエントの政治情勢を劇的に変えた。シリアの王子たちはエジプトに貢物と、人質として自身の息子を送る義務を課せられた。この王の長子はエジプト式の教育を施され、彼らの父が死亡すると帰国し、新たなエジプトに従順な支配者となった。この政策が有効であることは、のちのアマルナ文書に見られる親エジプト諸侯の様子から明白である。ユーフラテス川を越えた、アッシリア、バビロニア、ヒッタイトの王たちはトトメス3世に贈り物を送ったが、トトメス3世はカルナックの壁画の中でこの行動は朝貢であると主張している。唯一近隣国家では、ミタンニ王国がエジプトに何も送らなく反抗的であった。。 
この戦いにより北シリアの反エジプト勢力はほぼ粉砕されたが、ミタンニとその同盟であるカデシュは依然として反撃の機会をうかがっており、トトメス3世はこの他にも多数の軍事攻勢を行った。第7回遠征でフェニキアに海上輸送基地を確保し、第8回でアレッポ及びカルケミシュの戦いで勝利をおさめ、同軍をユーフラテス川の東岸まで追跡。西岸にトトメス1世の境界碑と並べて境界碑を建て、ユーフラテス川を国境とする意志を明確にする。しかしこれでもなお、反エジプト勢力による策謀は止まず、度重なる9度のアジア遠征ののち、第17回遠征(即位42年)のカデシュの占領によって、カデシュを含むオロンテス河中流以南のエジプトによる支配がようやく確立する。ここにおいて、トトメス3世は、北はユーフラテス川から南はナイルの第四急流までの広大な帝国の支配者となった。
のち、トトメス3世の後継者であるアメンホテプ2世,トトメス4世もまた有能な将軍であり、王位交代の時の混乱に乗じた叛乱は容易に鎮圧され、帝国の支配体制は揺るがなかった。さらに、トトメス4世の時代、ヒッタイトの進出に脅威を感じたミタンニ王アルタタマ1世との間の平和条約が結ばれ、両国は共通の敵をもったことがきっかけとして長年にわたる敵対関係に終止符を打ち、以後ミタンニ王国が滅亡するまでもこの同盟関係が続く。植民地の叛乱は以後もなく、アメンホテプ3世の時に、第18王朝ではエジプトの繁栄は頂点に達した。

## 文化

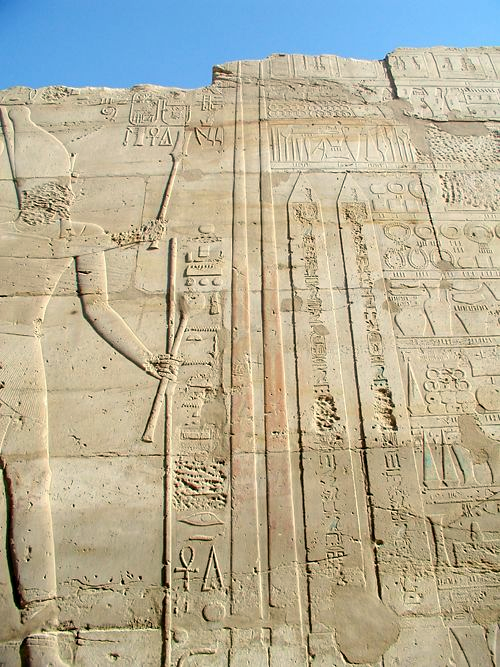
ヘジュ(hD)棒（棍棒）とセケム(sxm)笏（アヴァ笏）を持つトトメス3世が、彼が建てた2つのオベリスクの前で立っている壁画。カルナックにて。

トトメス3世は多くの建造物を建築したファラオであり、50を超える神殿を建設したが、これらのいくつかは失われており、文献でのみ確認できる。 彼はまた貴族のために、これまで以上に優れた職人技で作られた多くの墓の建設を依頼することも行った。 彼の治世はまた、ハトシェプストの時代に始まった大規模な建設を伴う彫刻や絵画、レリーフが変化した時期でもあった。トトメス3世の建築と工芸法は、前王であるハトシェプストのスタイルとの関連性が示されているが、いくつかの技術の発展により、彼女とは一線を画している。   

### 建築
トトメス3世の柱の用い方は前例のないものであった。彼はエジプトの歴史の中で唯一知られている、装飾としての柱を作った。屋根を支えるための柱ではなく、2本の大きな柱が独立して存在しているのである。行事を祝う記念ホールのスタイルも革命的であり、おそらく教会堂のような様式で作成された最も初期の既知の建物である。

### 工芸
また、トトメス3世の職人は絵画技法の新たな段階に踏み込むことに成功し、彼の時代以降の墓などはヒエログリフや人物などの特定のレリーフのみが塗装されているのではなく、柱などすべてが塗装されるスタイルでの建築が行われた。彼のモニュメントとは直接関係はないが、トトメス3世の職人は、ガラスの飲用容器を作成することもできたようである。

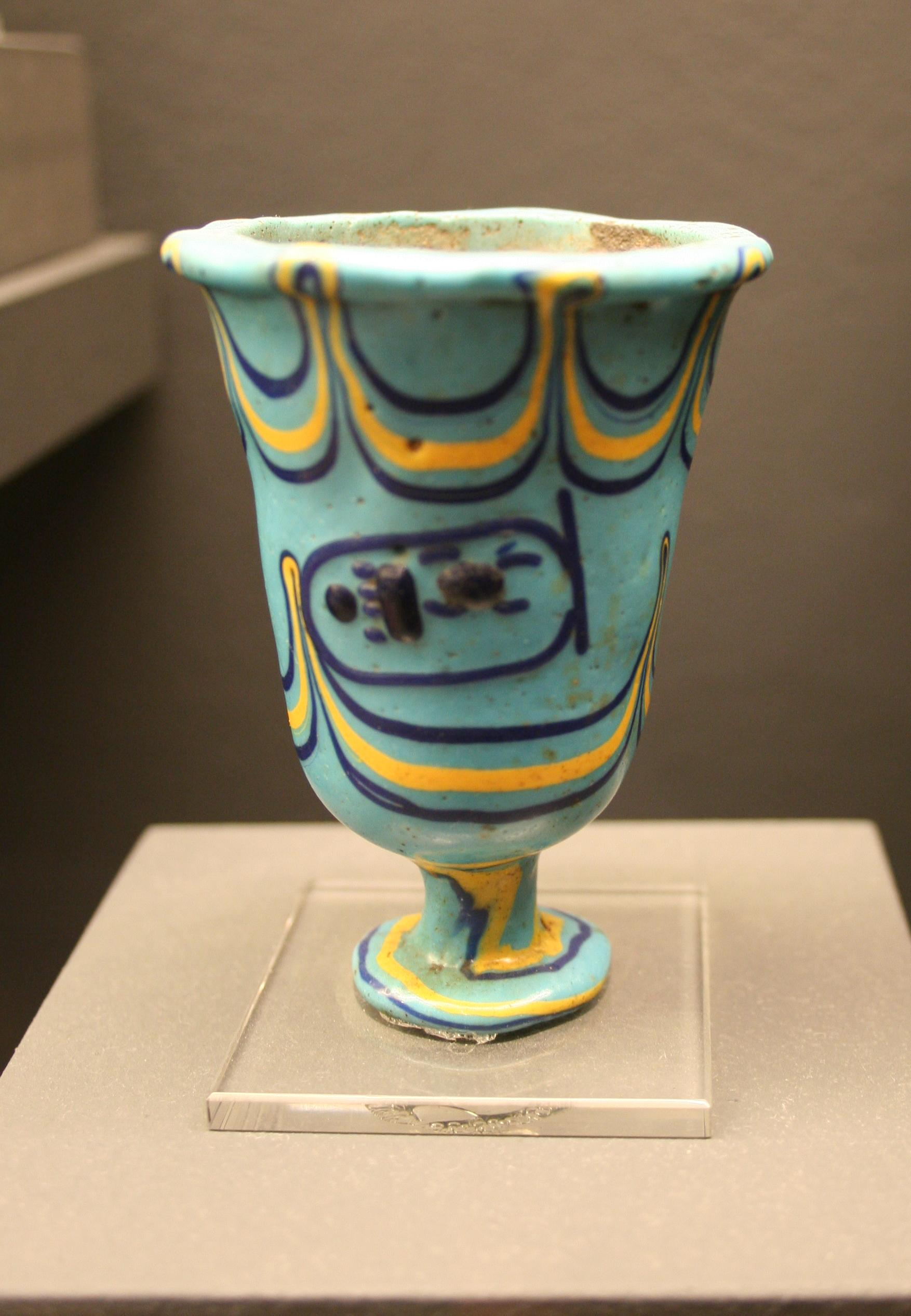
トトメス3世の名前が記されたガラスの杯。製作技術は彼の時代に大幅に向上した。

## ハトシェプストの記録抹消
トトメス3世は、摂政であったハトシェプストの死後、彼女の像や壁に刻まれた名前を根こそぎ消し去った。ハトシェプストの記念碑や像の多くは、デイル・アル＝バハリにあるハトシェプスト女王葬祭殿を含め、汚損されたり破壊されたりした。この行動については、大きく「恨みによるもの」とした説と「女王の前例を残さないよう、即位した事実を抹消する為」という二つの説がある。

### 怨恨説
伝統的には、このトトメス3世の行動は、古代ローマで言うダムナティオ・メモリアエと同等の命令が執行されたことであると解釈されてきた。この考えに基づき、近年までの一般的な理論は、ハトシェプストが自身の夫であるトトメス2世の死後、トトメス3世から王位を奪い、実権を握ったというものであった。この時期、彼女は表向きにはトトメス3世の摂政であったが、トトメス3世が彼の治世の最初の22年間、ほとんど権力を持っていなかったことでハトシェプストを決して許さなかったのではないかという説がある。日本でも、以下の引用の通りの考え方がされてきた。
積年の恨みをはらすかのように、ハトシェプスト女王の像や名前を徹底的に消し去ることもおこなっています。—松本(1994)、古代エジプト文字手帳、

### 慣例化防止説
しかし、ハトシェプストが、自分に恨みを持っているはずのトトメス3世が軍隊を支配することを許可したのはなぜなのか、という疑問が起こり、怨恨説は近年では否定されている。軍を統制している者は容易にクーデターを起こすことができるので、もし両者が反目しあっていた場合、当然ハトシェプストはトトメス3世に軍の統帥権を持たせなかったはず、ということである。
この見解は、トトメス3世が王権を主張したことを示す有力な証拠が見つからなかったという事実によって裏付けられている。彼は確かに、ハトシェプストが宗教的および行政的に指導者であることを肯定していたのだ。これに加えて、ハトシェプストの記念碑は、トトメス3世の治世の後半、彼女の死後少なくとも25年が経過まで損傷を受けなかったという事実がある。また、トトメス3世の遺体安置所はハトシェプストのすぐ隣に建てられているという事実がある。これはトトメス3世が彼女に恨みを抱いた場合には起こりえない。
最近の像などの再調査を行った研究によると、日付が確認できるものから判断すると、トトメス3世の治世の46年または47年のある時期にのみ、抹消行為は行われた（紀元前1433または1432年頃）。単に、ハトシェプストとトトメス3世の両方に仕えた、強大な権力を持った宗教および行政官僚が死ぬまでこの措置を講じることができなかった可能性もある。
しかし、もう1つの見過ごされがちな事実は、この抹消行為を受けたのはハトシェプストだけではなかったということである。彼女の支配体制と密接に関係していた宰相Senenmutの記念碑は、同様に抹消されていた事実がある。これらの証拠から考えると、トトメス3世が彼の王位継承直後に、ハトシェプストに対する積年の恨みを晴らすために破壊を命じたという従来の説は重大な誤りを含むように考えられる。
よって、最近では女性君主の即位が慣例化するのを防ぐ為という説が有力である。

#### 「資材再利用」説
これにはまた他の説もある。トトメス3世はいかなる悪意をもってしても、ハトシェプストの過去的存在とその地位を抹消したのではないというものである。「カルナック神殿の大々的な増改築のため、前女王の築いたものを解体し拡大再建築する為」といった名分があり、その下でなされた現場作業上の再利用処置であったのではないか、としている者もいる。したがって、トトメス3世は、何らかの下心をもって抹消すべき指示を下したものではないと見る見方も存在する。
財政の節約などの理由で過去の王の建築物から資材を流用する事は、古代エジプトではしばしば見られる行為である。

#### 「円滑なる王位継承のため」説
ハトシェプストの記録の意図的な破壊は、ハトシェプストの親戚が持つ、トトメス3世と等しいか彼より正当性のある王位継承権に対抗し、トトメス3世と彼の息子であるアメンホテプ2世との間で、円滑な継承を確実にするため施された措置であるとする説もある。

## 死と埋葬

### 墓
トトメス3世の墓（KV34）は、1898年にヴィクトル・ロレによって王家の谷で発見された。また、この墓は古代に略奪され、その場所がわからなくなっていた。この墓は、第18王朝時代における典型的な建造方式を採用しており、通路は埋葬室の前で大きく曲がっている。入口の間には2つの階段と2つの通路があり、その前には4角形のシャフトがある。なお、アクエンアテン王の時代以降の墓では、通路はまっすぐに造るようになった。
埋葬室の前には、新王国時代の重要な葬送文書である「アムドゥアト」が欠損なく描かれており、エジプト学者がこの文書の完全版を発見した最初の墓となった。2本の柱で支えられた埋葬室はカルトゥーシュの形をした楕円状で、天井にはソカル(Sokar)神を象徴する星の装飾が施されている。部屋の中央には、カルトゥーシュの形をした、大きな赤い石英でできた棺が、墓荒らしの被害に遭いつつもそのままの形で置かれている。

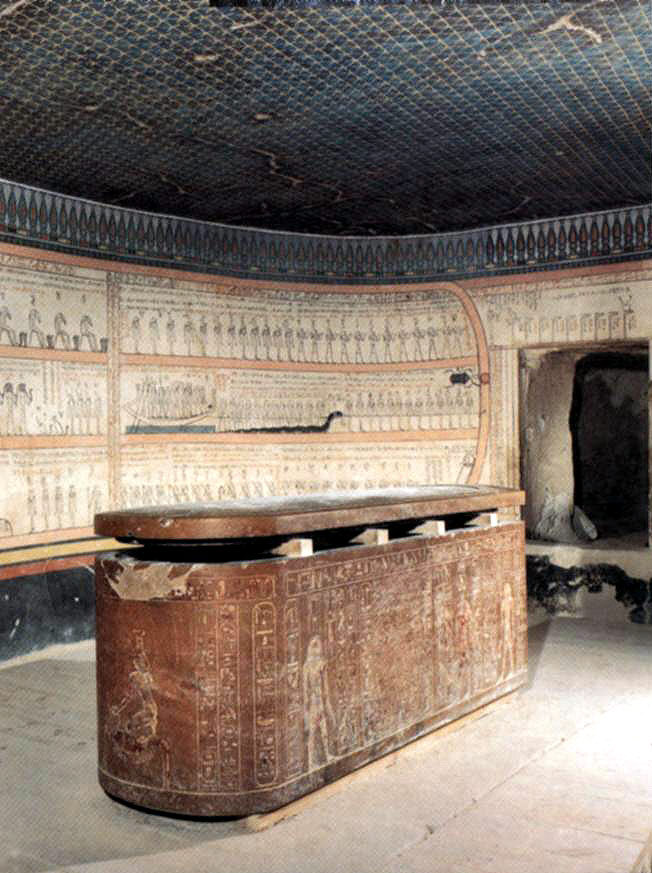
トトメス3世の棺。楕円形をしており、赤色の石でできている。

部屋の中央にある2本の柱のうちの1本には、ファラオと融合したラー神を称える「ラーに捧げる連祷」の文書が描かれている。なお、もう1本の柱には、木の姿をした女神イシスがトトメス3世に乳を与えている様子を描いたユニークな壁画が描かれている。
壁面の装飾は、他の王墓の壁面に見られるような豪華なものではなく、古くなったパピルスを模した、人物をその輪郭だけで描くような、パピルス文字（ヒエラティック）のスタイルで描かれている。このような質素な装飾は大変珍しい。
壁の装飾はファラオが神々を助けて混沌の象徴である蛇、アペプを倒し、それによって毎日の太陽の存在とファラオ自身の復活を保証する様子を描いている。

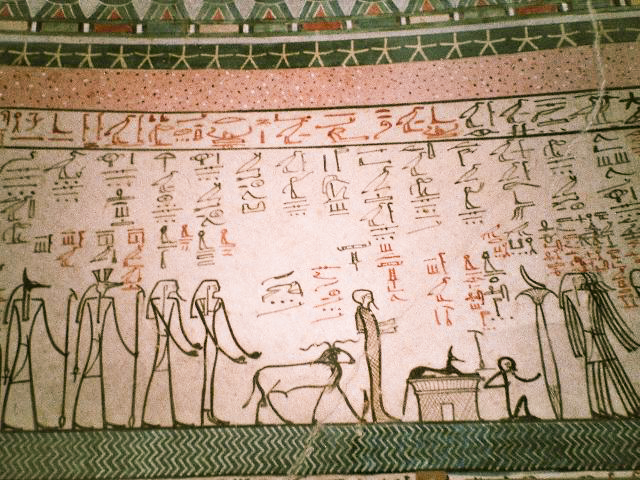
パピルス文書のように、輪郭のみが描かれた壁画。